# Marczell Mihály
Marczell Mihály (Dunaszerdahely, 1883. augusztus 12. – Budapest, 1962. december 6.) a 20. század egyik legnagyobb hatású magyar katolikus nevelője volt – s egyben a budapesti Központi Szeminárium egykori rektora, esztergomi főegyházmegyés áldozópap, pápai kamarás, tiszteletbeli kanonok, prelátus, 1948-tól apostoli protonotárius; egyetemi tanár, rektor, papnevelő, egyházi író, szerkesztő, cenzor és hitszónok.

## Élete
Marczell Mihály családja eredetileg Kisudvarnokból költözött a csallóközi szívében fekvő Dunaszerdahelyre, aholis Marczell született. Családja régi nemesi csallóközi család, amely több jeles férfiút adott a térségnek, a Felvidéknek.
Komáromi, pozsonyi iskolái után teológiai tanulmányait Esztergomban, Budapesten folytatta, majd a bécsi Augustineumban, ahol doktori diplomát is szerzett. 1906. április 26-án szentelték pappá. 1908-1909-ben budapesti hitoktató, 1909-1918 között állami gimnáziumi hittanár. 1908-ban a Regnum Marianum Kongregáció prézese lett. Elsők közt ismerve fel a cserkészet pozitív lehetőségeit, 1913-ban megalakította a Regnum "fecske csapatát". Majd a regnumi cserkészek főparancsnoka, cserkésztáborozás miniszteri biztosa, pedagógiai szakosztályának elnöke lett.
Az első világháború utolsó két évében tábori lelkész az olasz fronton, majd a háború után az Esztergomi Papnevelő lelkiigazgatója és teológiai tanára. 1919-től a Pesti Főiskola Szent Imre Kollégiumának igazgatója. Része volt a Katolikus Diákszövetség létrehozásában, diáksegélyezésekben, diák- és közösségi nyaraltatásokban. 1922-ben az Aquinói Szent Tamás Társaság, 1925-ben pedig a Szent István Akadémia választotta rendes tagjává.
1928-tól a Pázmány Péter Tudományegyetem Hittudományi Karán magántanár, 1936-tól nyilvános rendes tanár. Két ízben dékán, majd prodékán volt. Az erkölcstani és neveléstudományi tanszék professzora és a szónoklattannak, dogmatikának is oktatója, 1938-ban a lelkipásztorkodástan professzora és a Központi Papnevelő Intézet (KPI) rektora 1952-ig. Különféle egyházi és világi vallásos intézmények, társaságok, körök (Szociális Missziótársulat, Pro Christo Katolikus Nőszövetség, Margit Kongregáció stb.) lelki vezetője.
A szuggesztív hitszónok konferenciabeszédei, lelkigyakorlatai, rekollekciói, prédikációi az ország számos pontján papi és világi tömegeket vonzottak.
1945-ben Pest érseki biztosa lett, Mindszenty József hercegprímás helyetteseként. Az ostrom végveszéllyel fenyegető tüzétől erős könyörgése nyomán menekült meg az Egyetemi templom és a KPI. Vallásra, származásra tekintet nélkül sok menekültet rejtegetett, segélyezett minden időben és mindig komolyan kockáztatva életét.
Lelkipásztorkodásának lényeges része volt a gyakorlati és elméleti neveléssel való foglalkozás. Újszerű, modern szellemű pedagógiai felfogását A bontakozó élet című munkája nyolc kötetében fejti ki.
Marczell saját összegezése modern katolikus pedagógiájáról: 
"Végtelenbe emelő és emelkedő szüntelen fejlesztés és bontakozás ("paedagogia perennis"). Mert a lényeg: Istentől jöttünk, aki kegyelmi erővel magához emel, ha saját erőfeszítésekkel magunk is dolgozunk."
1952-ben megfosztották állásától, otthonától. A hit és erkölcs dolgában halálig meg nem alkuvó nevelőt így ítélte el a kommunista diktatúra: "körzete félelmetes, neve fogalom, és az emberek gyűrűje övezi életét". Nehéz körülmények között is törhetetlenül a jó múltra építendő jelent és jövőt szolgálta (a Második vatikáni zsinathoz elkezdte előkészítő reform-tervezetét: "Világmegújhodás" címmel).
Megbízott előadóként élete végéig oktatott a Hittudományi Karon. Folytatta hithirdető, lelkipásztori, írói munkálkodását Prohászka Ottokár diadalmas világnézetével, akinek "szellemi fia" volt.
1962-ben tért meg Megváltójához. A Farkasréti temetőből csak 1988-ban helyeztethette be Fábián János rektor az Egyetemi templom kriptájába, ahol Dankó László érsek, az egykori tanítvány szentelte be újra földi maradványait.
Emlékét Dunaszerdahelyen a Szent György-templom falán emléktábla őrzi.